# Бухуши
Буху́ши (рум. Buhuși) — город в Румынии, в жудеце Бакэу. Расположен в 24 км к северо-западу от города Бакэу, в долине реки Бистрица, на высоте 235 м над уровнем моря. Первые упоминания города относятся к XV веку. Имеется текстильная промышленность.
Население города по данным переписи 2011 года составляет 14 562 человека. По данным прошлой переписи 2002 года население насчитывало 18 746 человек. 81,28 % населения составляют румыны, 8,68 % — цыгане.
Динамика численности населения по годам:
| 1948 | 1956   | 1966   | 1977   | 1992   | 2002   | 2011   |
| ---- | ------ | ------ | ------ | ------ | ------ | ------ |
| 8198 | 12 382 | 15 341 | 20 148 | 21 621 | 18 746 | 14 562 |